# Gemeinsame Handelspolitik

Flagge der Europäischen Union

Gemeinsame Handelspolitik ist ein Politikbereich der Europäischen Union, der die Gesamtheit der Maßnahmen zur Regelung und Steuerung des Außenhandels mit Drittstaaten umfasst. Strikt zu unterscheiden ist sie vom Europäischen Binnenmarkt, der die Handelsbeziehungen der Mitgliedstaaten untereinander betrifft, aber auch von der Außenhandelspolitik der Mitgliedstaaten, wenn auch deren Kompetenzen durch den Vertrag über die Arbeitsweise der Europäischen Union (AEU-Vertrag) insofern erheblich beschnitten worden sind. Die gemeinsame Handelspolitik bildet einen Teil der Außenpolitik („auswärtiges Handeln“) der Europäischen Union. Enge Beziehungen bestehen zu den anderen Bereichen des auswärtigen Handelns der Union, insbesondere der Gemeinsamen Außen- und Sicherheitspolitik und der Entwicklungspolitik.

## Rechtsgrundlagen
Geregelt ist die Handelspolitik in Kapitel 5, Titel 2 des AEU-Vertrags (Art. 206 und Art. 207) sowie in dem dazu ergangenen Sekundärrecht. Die gemeinsame Handelspolitik gehörte auch vor dem Vertrag von Lissabon zur supranational ausgerichteten 1. Säule der Europäischen Union und nicht zur intergouvernemental ausgerichteten Gemeinsamen Außen- und Sicherheitspolitik. So sind – im Gegensatz zur Gemeinsamen Außen- und Sicherheitspolitik – Mehrheitsbeschlüsse die Regel.
Ziel der Handelspolitik ist nach Art. 206 AEU-Vertrag eine harmonische Entwicklung des Welthandels, eine schrittweise Beseitigung der Beschränkungen im internationalen Handelsverkehr sowie der Abbau von Zollschranken. Nach Art. 3 Abs. 1 lit. e AEU-Vertrag fällt die gemeinsame Handelspolitik in die ausschließliche Zuständigkeit der Europäischen Union.
Innerhalb der Europäischen Union ist für die Handelspolitik nach Art. 207 Abs. 2 AEU-Vertrag grundsätzlich das ordentliche Gesetzgebungsverfahren anzuwenden. Für den in der gemeinsamen Handelspolitik wichtigen Bereich der internationalen Übereinkommen gelten nach Art. 207 Abs. 3 AEU-Vertrag neben den allgemeinen Bestimmungen über die Aushandlung und den Abschluss internationaler Übereinkünfte (Art. 218 AEU-Vertrag) besondere Bestimmungen: die Verhandlungen im Namen der Union führt die Europäische Kommission, vertreten durch einen eigenen Kommissar für Handel, sobald ihr der Rat der Europäischen Union dazu ein Mandat erteilt hat. Diese wird durch einen besonderen Ausschuss unterstützt und kontrolliert und ist an die Weisungen des Rates gebunden. Seit dem Vertrag von Lissabon verfügt das Europäische Parlament sowohl bei der autonomen als auch bei der vertraglichen Handelspolitik über umfassende Mitbestimmungsbefugnisse. Zuständiger Ausschuss des Europäischen Parlaments ist der Ausschuss für internationalen Handel.

## Handelspolitische Instrumente
Als Steuerungselemente für den Handelsverkehr mit Drittstaaten stehen der Europäischen Union zunächst einseitige (autonome) Maßnahmen zur Verfügung. Diese können sowohl die Ein- als auch die Ausfuhr von Gütern betreffen. In Betracht kommen sowohl tarifäre (zum Beispiel Zölle) als auch nicht-tarifäre Maßnahmen (zum Beispiel mengenmäßige Beschränkungen, Pflicht zur Vorlage bestimmter Dokumente, Einhaltung technischer und anderer Standards). Den Gegensatz zu den autonomen Maßnahmen bilden vertragliche Regelungen, die sowohl bi- als auch multilateral ausgestaltet sein können.
Bei der autonomen wie vertraglichen Regelung von Einfuhren aus und Ausfuhren in Drittstaaten ist die Europäische Union grundsätzlich souverän. Sie hat allerdings ihre primärrechtliche Selbstverpflichtung zu freiem Handel nach Art. 206 AEU-Vertrag sowie vertragliche Verpflichtungen insbesondere im Rahmen der WTO zu beachten.

## Autonomes Einfuhr-Regime
Der Schwerpunkt des Einfuhr-Regimes liegt in der Begrenzung und Steuerung unerwünschter Importe, weniger in der Förderung erwünschter. Zentrale Instrumente sind Zölle, Abschöpfungen und Einfuhrkontingente.

### Zölle
Das zentrale tarifäre Instrument ist der Einfuhrzoll, der nach dem Gemeinsamen Zolltarif nach Art. 28 AEU-Vertrag erhoben wird. Seine Höhe wird für die einzelnen Wirtschaftsgüter nach Art. 31 AEU-Vertrag vom Rat auf Vorschlag der Kommission autonom festgesetzt und angepasst. Für bestimmte in der Europäischen Union nicht verfügbare Rohstoffe und Halbfertigprodukte kann der Gemeinsame Zolltarif vorübergehend ausgesetzt werden, indem zollfreie Einfuhrkontingente zugelassen werden.
Eine weitere Ausnahme vom Gemeinsamen Zolltarif stellt das auch entwicklungspolitische Zielsetzungen verfolgende Allgemeine Präferenzsystem dar.
Hierdurch werden bestimmten, in der Anlage I zu Verordnung 2501/01 ausgeführten Entwicklungsländern Zollvergünstigungen eingeräumt, die sich nach dem Produkt richten:
- sog. nicht-empfindliche Waren (= Waren, von deren Import keine Gefahr für die Produzenten innerhalb der Gemeinschaft ausgeht): völlige Zollbefreiung
- landwirtschaftliche und gewerbliche Waren aus bestimmten „Drogenländern“ Süd- und Mittelamerikas sowie Pakistans: völlige Zollbefreiung
- Textilien: Zollsenkung um 20 Prozent
- empfindliche Waren: Zollsenkung um 3,5 Prozent; wenn der Exportstaat bestimmte Arbeitnehmerrechte und Umweltstandards beachtet: 8,5 Prozent.

Ein „LDC“: Markt in Uganda

Den ärmsten Entwicklungsländern (Least Developed Countries – LDC) wird völlige Zollbefreiung auf alle Exportgüter außer Waffen gewährt. Sämtliche der genannten Vergünstigungen können ausgesetzt werden, um zum Beispiel auf unlautere Handelspraktiken des Exportstaats, auf Missachtung der Menschenrechte oder unzureichende Kontrolle bei der Drogenausfuhr zu reagieren.
Eine vollständige – einseitige – Zollbefreiung sahen auch die vier stark entwicklungspolitisch ausgerichteten Lomé-Abkommen (1975–2000) mit den AKP-Staaten (Afrika, Karibik, Pazifik) vor. Das Nachfolgewerk, das Cotonou-Abkommen (2000) stellt insofern flexiblere Mechanismen zur Verfügung (FLEX-System im Gegensatz zum alten STABEX-Modell). Die Einfuhrzölle der EG werden lediglich ermäßigt und auch dies nur im Gegenzug gegen stärkere eigenverantwortliche Anstrengungen der AKP-Staaten.

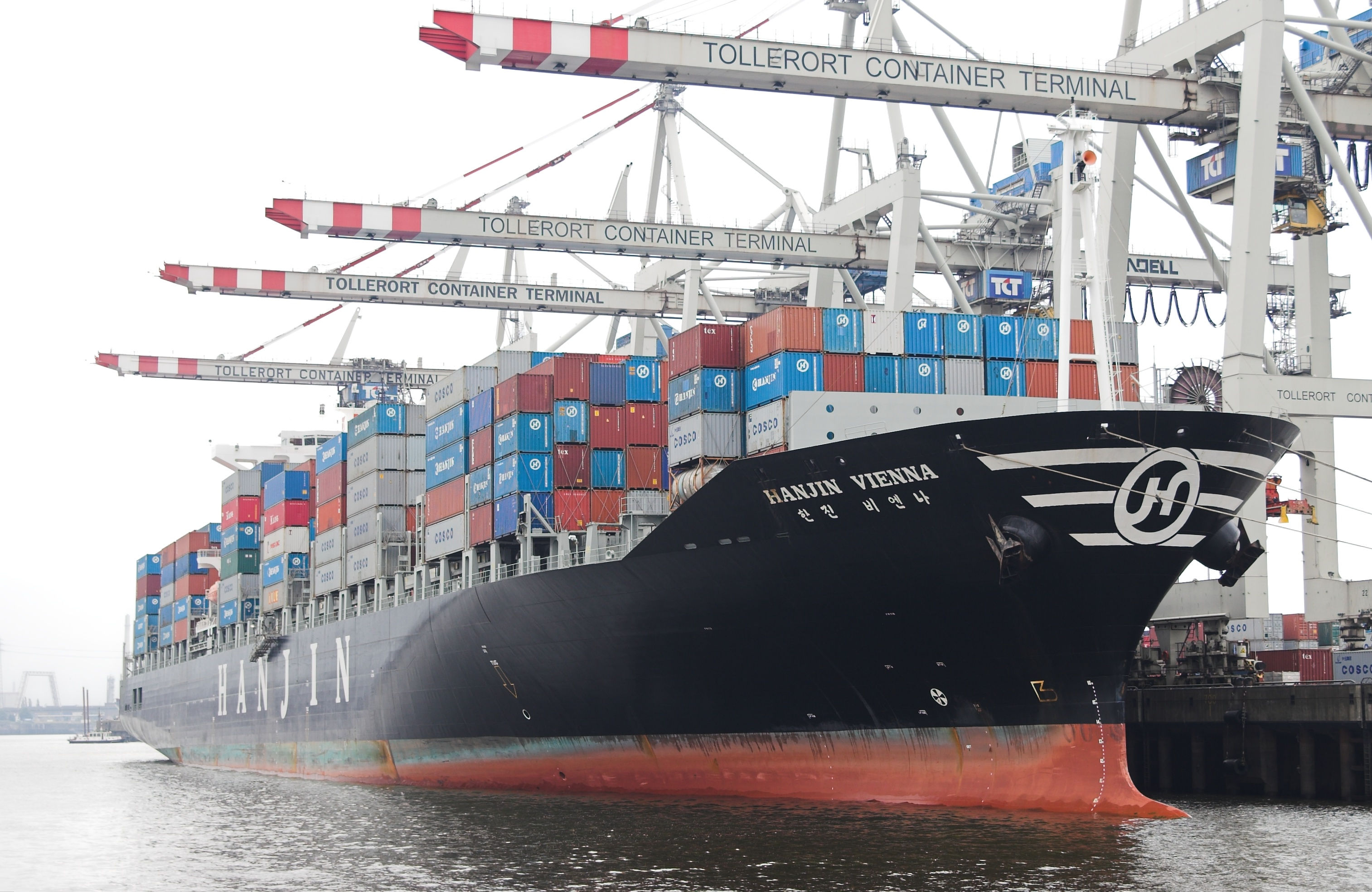
Koreanischer Containerfrachter im Hamburger Hafen

Erhöht werden können die Zölle dagegen im Rahmen handelspolitischer Schutzmaßnahmen: So kann der Rat auf Antrag eines Unternehmens oder eines Mitgliedstaats Antidumping-Zölle nach der Verordnung 384/96 festsetzen, wenn ausländische Unternehmen ihre Waren zu einem geringeren als dem im Herkunftsland üblichen Preis in die Europäische Union exportieren (Dumping) und hierdurch eine Schädigung von in der Europäischen Union ansässigen Produzenten droht. Die Zölle dürfen maximal die Dumpingspanne erreichen, müssen diskriminierungsfrei auf alle Einfuhren von Waren der betreffenden Art angewandt werden. Rückwirkung ist nicht zulässig. Ein vergleichbares Instrumentarium stellt die Verordnung 2026/97 für – vom Exportstaat ausgehende – Subventionen zur Verfügung. Nach der Verordnung 3286/94 („Trade Barrier Regulation“) können Zölle schließlich auch als Reaktion auf unlautere Handelspraktiken und insbesondere eine Verletzung der WTO-Regularien durch einen Drittstaat angehoben werden.

### Abschöpfungen
Eine ähnliche Wirkung wie Zölle haben die im Bereich des Außenschutzes der Gemeinsamen Agrarpolitik eingesetzten Abschöpfungen. Auf aus Drittstaaten importierte Agrarprodukte werden Abgaben in Höhe der Differenz zwischen dem Einfuhrpreis und dem meist höheren in der Europäischen Union üblichen Preis erhoben, um den Wettbewerbsvorteil der Importprodukte zu beseitigen. Abschöpfungen stellen insofern das Gegenstück zu den Erstattungen des Ausfuhrregimes dar und stehen seitens der WTO ebenso unter Druck wie diese.

### Einfuhrkontingente
Wichtigstes nichttarifäres Steuerungsmittel sind mengenmäßige Einfuhrbeschränkungen. Nach Art. 1 Abs. 2 der Verordnung 3285/94 sind diese grundsätzlich nicht vorgesehen. Soweit durch Importe den in der Europäischen Union ansässigen Produzenten erhebliche Schäden drohen, kann die Kommission nach Art. 16 der Verordnung die Einfuhren einem Genehmigungserfordernis unterwerfen und zu diesem Zwecke Einfuhrkontingente festsetzen. Auch die auf die Bekämpfung unlauterer Handelspraktiken durch Drittstaaten abzielende Verordnung 3285/94 („Trade Barrier Regulation“) sieht als Instrument die Festsetzung von Einfuhrkontingenten vor.

## Ausfuhren
Das Ausfuhr-Regime besteht sowohl in der Begrenzung und Steuerung unerwünschter als auch in der Förderung erwünschter Ausfuhren.

### Ausfuhrbeschränkungen
Nach Art. 1 der Verordnung  (EU) Nr. 2015/479 (ehemals EG Nr. 1061/2009) unterliegt die Ausfuhr aus dem Gebiet der Europäischen Union grundsätzlich keinen mengenmäßigen Beschränkungen. Nach den Art. 5 bis 8 der Verordnung können die Kommission, der Rat sowie die Mitgliedstaaten bei Krisenlagen die Ausfuhr lebenswichtiger Güter beschränken.
Beschränkungen bestehen auch für die Ausfuhr von Dual-Use-Gütern, die also sowohl zivil als auch militärisch genutzt werden können. Darunter zählen auch Datenverarbeitungsprogramme und Technologie, die auch in z. B. elektronischer Form ausgeführt werden können. Nach der Verordnung 428/2009 ist die Ausfuhr bestimmter, namentlich in einer Anlage aufgeführter Dual-Use-Güter immer genehmigungspflichtig. Die Ausfuhr der übrigen Dual-Use-Güter ist nur genehmigungspflichtig, wenn dem Exporteur von der zuständigen Behörde die drohende ABC-Nutzung oder, wenn das Zielland einem UN-, OSZE- oder EU-Embargo unterliegt, eine drohende generelle militärische Nutzung mitgeteilt worden ist. Nicht in den Anlagen aufgeführte Güter können, wenn diese auch einen doppelten Verwendungszweck vorweisen, nach der Catch-All-Klausel auch unter die Genehmigungspflichten fallen.
Die dritte große Ausnahme von der generellen Ausfuhrfreiheit betrifft Kulturgüter, die nach der Verordnung (EG) Nr. 116/2009 grundsätzlich nur mit Genehmigung des jeweiligen Mitgliedstaates ausgeführt werden dürfen.

### Ausfuhrförderung
Umgekehrt werden Ausfuhren aus dem Gebiet der Europäischen Union von dieser in gewissem Rahmen sogar ausdrücklich gefördert. Während für Agrargüter Exportsubventionen in Form von Ausfuhrerstattungen (Ersetzung des Differenzbetrags zwischen dem Gemeinschaftspreis des Produkts und dem meist niedrigeren Weltmarktpreis) gezahlt werden, stehen dem bei anderen Produkten meist die WTO-Regularien entgegen. Möglich bleiben aber Exportkredite (in Deutschland: Hermesbürgschaften) sowie allgemeine Fördermaßnahmen wie etwa „Trade Promotion“ auf Messen oder dergleichen.

## Vertragliche Handelspolitik
Zu unterscheiden sind reine Handelsabkommen von sogenannten Kooperationsabkommen. Während erstere sich auf die Vereinbarung von Zolltarifen, Mengenkontingenten und andere tarifäre wie nicht-tarifäre Handelsbeschränkungen und Vergünstigungen beschränken, beziehen die Kooperationsabkommen zusätzlich etwa Aspekte wirtschafts-, verkehrs-, forschungs- oder entwicklungspolitischer Zusammenarbeit mit ein. Soweit dies der Fall ist, bedarf die Europäische Union für den Abschluss des Vertrags einer eigenen Rechtsgungsgrundlage außerhalb von Art. 207 AEU-Vertrag. In seiner AETR-Rechtsprechung hat der Europäische Gerichtshof diese aus dem Bestehen einer entsprechenden Rechtssetzungskompetenz der Europäischen Union im Inneren abgeleitet. Eine besonders starke gegenseitige Bindung erzeugen schließlich Assoziierungsabkommen nach Art. 217 AEU-Vertrag.
Neben dem bilateralen Abkommen gibt es auch multilaterale, also eine größere Zahl von Akteuren einbeziehende Abkommen, deren bekanntestes das WTO-Regularium ist. Während manche Abkommen ausschließlich von der Europäischen Union abgeschlossen werden, treten bei anderen zusätzlich die Mitgliedstaaten selbst als Vertragspartner auf. Dies ist insbesondere dann der Fall, wenn die im Abkommen geregelten Gegenstände ganz oder teilweise in die Zuständigkeit der Mitgliedstaaten fallen. Die WTO-Abkommen haben die Mitgliedstaaten wegen ihrer verbliebenen handelspolitischen Kompetenzen im Bereich des Dienstleistungshandels und des geistigen Eigentums ebenfalls unterzeichnet und ratifiziert.
Zu den wichtigsten Handelsverträgen der Europäischen Union (bzw. der Europäischen Gemeinschaften) zählen:
- Multilaterale Abkommen im Rahmen der WTO (1994), insbesondere
  - Rahmenübereinkommen vom 15. April 1994
  - Allgemeines Zoll- und Handelsabkommen (GATT 1994; betrifft Warenhandel)
  - Abkommen über den Dienstleistungshandel (GATS)
  - Abkommen über handelsbezogene Aspekte des geistigen Eigentums (TRIPS)
  - Vereinbarung über die Beilegung von Streitigkeiten (DSU)

Die WTO-Regularien beziehen zirka 150 Mitgliedstaaten mit ein und stellen damit de facto ein universelles Welthandelsregime dar.
- Multilaterales Abkommen über den Europäischen Wirtschaftsraum von 1992/93. Er schafft eine Freihandelszone zwischen den Europäischen Gemeinschaften (bzw. jetzt der Europäischen Union) und den EFTA-Staaten Norwegen, Island und Liechtenstein
- Bilaterale Abkommen mit dem EFTA-Staat Schweiz
- Bilaterale Kooperationsabkommen mit den nicht in die Europäische Union aufgenommenen Staaten Osteuropas, insbesondere Russland und der Ukraine
- Bilaterale Abkommen mit den Mittelmeeranrainerstaaten (MEDA-Gruppe; sog. Barcelona-Prozess)
- Kooperationsabkommen mit dem Kooperationsrat der Arabischen Staaten des Golfes (1989) sowie dem Jemen (1998)
- Cotonou-Vertrag mit den AKP-Staaten (Afrika, Karibik, Pazifik) von 2003; er ist das wohl am stärksten entwicklungspolitische motivierte Handelsabkommen
- Bilaterales Kooperationsabkommen mit Kanada (1976)
- Bilaterale Kooperationsabkommen mit den Staaten Lateinamerikas
- Bilaterales Kooperations-Rahmenabkommen mit Südkorea (2001)
- Bilaterales Kooperationsabkommen mit Indien (1994) sowie den anderen Staaten des indischen Subkontinents
- Bilaterales Rahmenabkommen mit der ASEAN-Gruppe (1980)
- Bilaterales Wirtschafts- und Handelsabkommen mit Kanada CETA (2017)
- Bilaterales Freihandels- und Investitionsschutzabkommen JEFTA mit Japan (2019)
- Bilaterales Freihandelsabkommen EUSFTA mit Singapur (2014)
- Bilaterales Freihandelsabkommen mit Südkorea (2011)
- Bilaterales Freihandelsabkommen EVFTA mit Vietnam (2019)

Bemerkenswert ist, dass auch mit den beiden wichtigsten Akteuren der Weltwirtschaft neben der Europäischen Union, nämlich den USA und der VR China keine umfassenden Handelsabkommen bestehen. Geregelt werden allenfalls jeweils partikulare Einzelaspekte, während der Handel im Übrigen allein an den WTO-Regularien zu messen ist. Das seit 2013 verhandelte US-amerikanisch-europäische Transatlantische Freihandelsabkommen (TTIP/TAFTA) scheiterte, insbesondere da beim Investitionsschutz, der es Unternehmen ermöglichen soll, bei veränderter Rechtslage von Staaten Schadenersatz zu fordern (Investor-state dispute settlement) keine Einigung erzielt werden konnte. Diese Regeln hätten die demokratische, rechtsstaatliche Kontrolle über den Handel und speziell auch internationale Konzerne insgesamt eingeschränkt.

Europäischer Wirtschaftsraum
AKP-Staaten
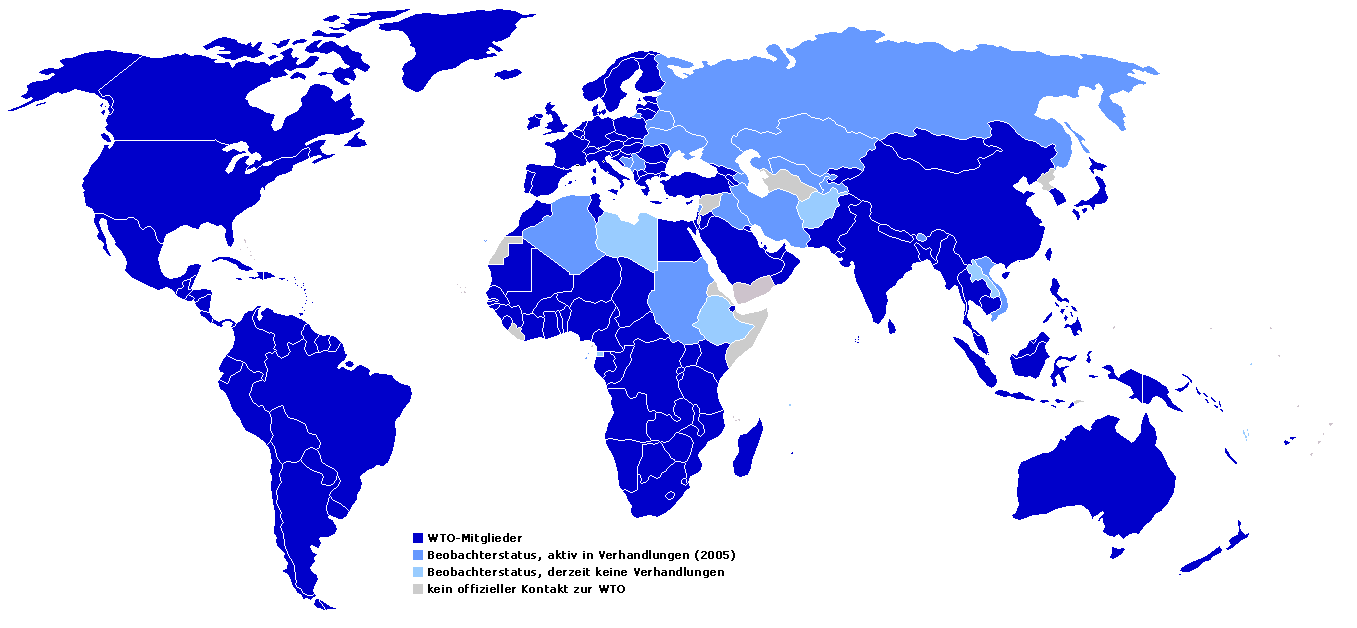
WTO-Staaten

Eine Sonderstellung am Rande der vertraglichen Handelspolitik nehmen die handelshemmenden Grauzonenmaßnahmen ein (Grey Area Trade Policy), die etwa als Voluntary Export Restraint Agreements (VERA), Orderly Marketing Arrangement (OMA), Gentlemen’s Agreements, Administrative Guidance u. ä. bezeichnet werden. In ihnen verpflichten sich Staaten oder Unternehmen „freiwillig“ mit unterschiedlichem Grad der Rechtsverbindlichkeit zur Einhaltung bestimmter Handelspraktiken oder zur Selbstbeschränkung. Oftmals werden derartige Zusagen freilich durch die latente Drohung der Europäischen Union mit stärkeren Schutzmaßnahmen erzwungen. 1993–2000 verpflichtete sich etwa Japan im Rahmen einer derartigen Zusage zu einer Begrenzung seiner Automobilexporte in die Europäische Union.
Die Europäische Union ist Mitglied in der Internationalen Kakao-Organisation.

## Embargo
Eine Sonderrolle in der gemeinsamen Handelspolitik nimmt das Embargo nach Art. 215 AEU-Vertrag (offiziell „Restriktive Maßnahmen“) ein. Hier werden die Ein- und Ausfuhren mit bestimmten Drittstaaten nicht aus handelspolitischen Gründen eingeschränkt, sondern um Ziele der Gemeinsamen Außen- und Sicherheitspolitik durchzusetzen. Beispiele sind das Waffenembargo gegen China im Anschluss an das Tian’anmen-Massaker 1989 sowie Maßnahmen gegen Burma wegen Menschenrechtsverletzungen (2000) oder Afghanistan wegen Begünstigung der Al-Qaida (2002). In diesen Angelegenheiten entscheidet – wie auch sonst in der Gemeinsamen Außen- und Sicherheitspolitik – der Rat ohne Befassung des Europäischen Parlaments.